# 피쿠산

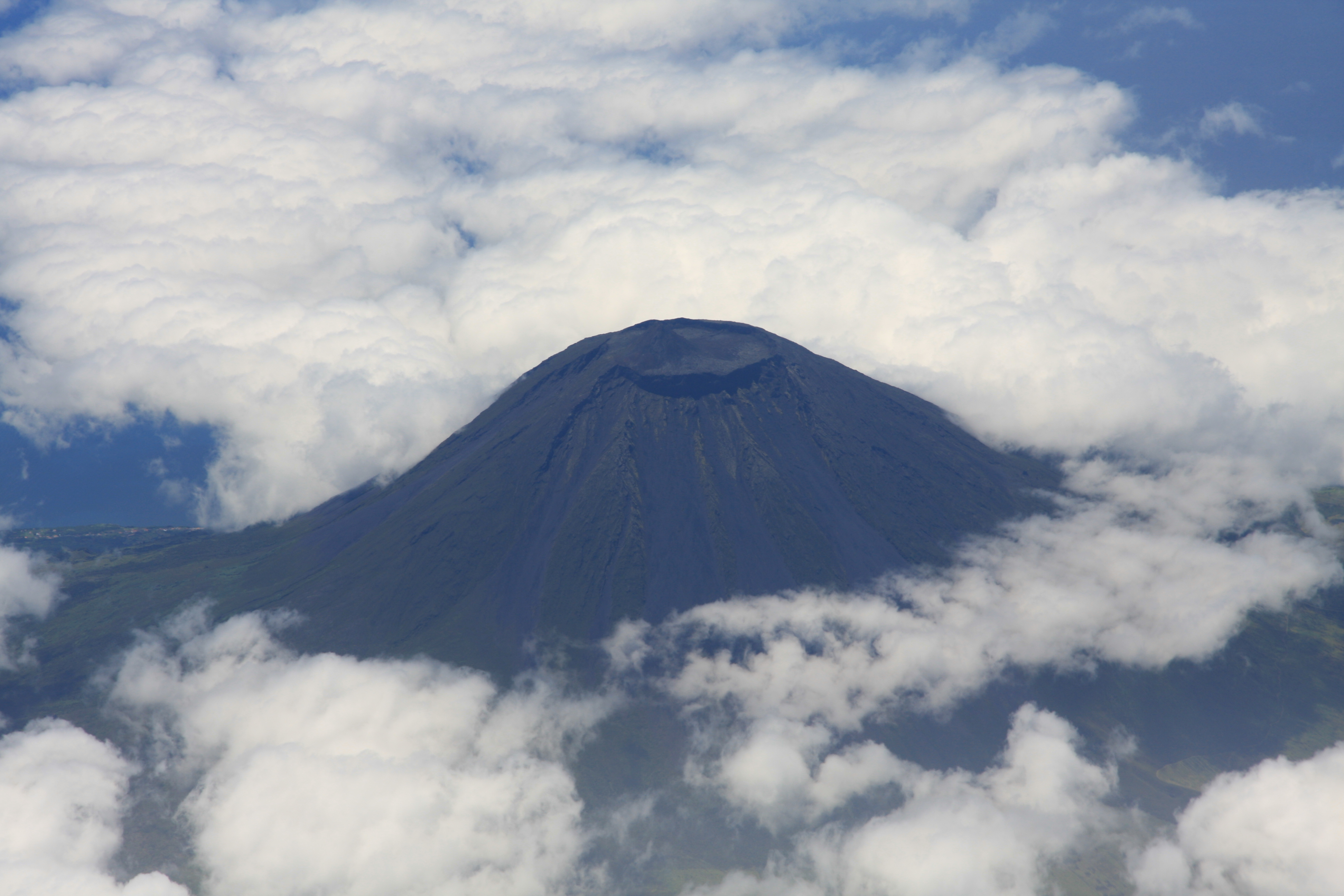
피쿠 산

피쿠산(포르투갈어: Montanha do Pico)은 포르투갈령 아소르스 제도의 섬 중 하나인 피쿠섬에 있는 성층 화산이다. 해발 2,351m에 달하며, 포르투갈과 대서양 중앙 해령 중 가장 높다.